# کارولینای جنوبی
کارولینای جنوبی (به انگلیسی: South Carolina) ایالتی است در جنوب شرق آمریکا و یکی از ایالت‌های جنوبی آمریکا به‌شمار می‌رود. این ایالت یکی از سیزده ایالتی است که در جریان انقلاب آمریکا علیه سلطه امپراتوری بریتانیا قیام کردند. پایتخت آن کلمبیا و شهر مهم آن چارلستون است.
پارک ملی کانگری در این ایالت قرار دارد.
کارولینای جنوبی چهلمین ایالت گسترده و ۲۳ امین ایالت پرجمعیت ایالات متحده است. در سال ۲۰۱۹ تولید ناخالص داخلی آن ۲۴۹٫۹ میلیارد دلار بود. کارولینای جنوبی از ۴۶ شهرستان تشکیل شده‌است. مرکز آن کلمبیا است با جمعیت ۱۳۳۴۵۱ نفر در سال ۲۰۱۸؛ در حالی که بزرگترین شهر آن چارلستون است با جمعیت ۱۳۶۲۰۸ نفر در سال ۲۰۱۸. کلان‌شهر گرینویل – اندرسون – مولدین با تخمین جمعیت سال ۹۰۶٬۶۲۶، بزرگترین منطقه در این ایالت است.

## وجه تسمیه
کارولینای جنوبی به افتخار پادشاه چارلز یکم، که برای اولین بار مستعمره بریتانیا را تشکیل داد، نامگذاری شد. کارولینا از کلمه کارولوس که معادل لاتین «چارلز» بود گرفته شده‌است.

## تاریخچه
شواهدی از فعالیت انسان در این منطقه در حدود ۴۰۰۰۰ سال پیش وجود دارد. در زمان ورود اروپاییان، یعنی پایان دوره پیش از کلمبیا در حدود سال ۱۶۰۰، بسیاری از قبایل بومی آمریکای جداگانه وجود داشتند که بزرگترین آنها قبیله چروکی و Catawba بودند و کل جمعیت آنها تا ۲۰۰۰۰ نفر بود.
بالای رودخانه‌های دشت ساحلی شرقی حدود ده قبیله از نژاد سیوآن زندگی می‌کردند. در امتداد رودخانه ساوانا آپالاچی، یوچی و یاماسی وجود داشت. در غرب غربی چروکی و در امتداد رودخانه Catawba , Catawba قرار داشتند. این قبایل دهکده نشین بودند و به کشاورزی به عنوان منبع اصلی غذایی خود اعتماد می‌کردند. چروکی در خانه‌های واتل و ماسوره ای ساخته شده با چوب و خاک رس، با سقف چوب یا علف کاهگل زندگی می‌کرد.
حدود دوازده قبیله کوچک جداگانه در سواحل به برداشت صدف و ماهی و کشت ذرت، نخود و لوبیا پرداختند. آنها با طی مسافتی معادل ۸۰ مایل (۸۰ کیلومتر) در داخل کشور که عمدتاً با کانو طی می‌شدند، در دشت ساحلی زمستان گذرانده و به شکار گوزن و جمع‌آوری آجیل و میوه پرداختند. نام این قبایل در نام‌های محلی مانند جزیره ادیستو، جزیره کیاوا و رود آشپو باقی مانده‌است.

### استعمار
شصت سال بعد، در سال ۱۶۲۹، چارلز اول پادشاه انگلیس استان کارولینا را تأسیس کرد، منطقه ای که کارولینای جنوبی و شمالی، جورجیا و تنسی را در بر می‌گیرد. در سال ۱۶۶۳، چارلز دوم در ازای کمک مالی و سیاسی آنها برای بازگرداندن او به سلطنت در سال ۱۶۶۰، این سرزمین را به هشت مالک لرد اعطا کرد. آنتونی اشلی کوپر، از مالکین لرد، الگوی بزرگ را برای استان کارولینا برنامه‌ریزی کرد و قانون اساسی اساسی کارولینا را نوشت، که اساس مستعمره آینده را بنا نهاد. مدینه فاضله وی با الهام از جان لاک، فیلسوف و پزشک انگلیسی، که به‌طور گسترده به عنوان یکی از تأثیرگذارترین متفکران روشنگری شناخته می‌شود و معمولاً به عنوان «پدر لیبرالیسم» شناخته می‌شود، بود.
تجارت برده در کارولینا، که شامل تجارت و حملات مستقیم استعمارگران بود، بزرگترین در میان مستعمرات انگلیس در آمریکای شمالی بود. بین سالهای ۱۶۷۰ و ۱۷۱۵، بین ۲۴۰۰۰ تا ۵۱۰۰۰ اسیر بومی آمریکایی صادر شد. از کارولینای جنوبی - بیش از تعداد آفریقایی‌هایی که در همان دوره به مستعمرات آینده ایالات متحده وارد شده‌اند. آلان گالای مورخ می‌گوید: «تجارت برده‌های هندی در مرکز توسعه امپراتوری انگلیس در جنوب آمریکا بود. تجارت برده‌های هندی مهمترین عامل تأثیرگذار بر جنوب در دوره ۱۶۷۰ تا ۱۷۱۵ بود».{
در دهه ۱۶۷۰، گیاهان انگلیسی از باربادوس خود را در نزدیکی چارلستون فعلی مستقر کردند. شهرک نشینان از سراسر اروپا مزارع برنج را در South Carolina Lowcountry، در شرق خط سقوط Atlantic Seaboard احداث کردند. کار کاشت توسط بردگان آفریقایی انجام شد که اکثریت جمعیت را تا سال ۱۷۲۰ تشکیل دادند. یکی دیگر از محصولات نقدی، گیاه نیل، منبع گیاهی رنگ آبی بود که توسط الیزا لوکاس تولید شد.
در همین حال، ایالت کارولینای جنوبی، در غرب فال لاین، توسط کشاورزان و بازرگانان کوچک، که قبایل بومی آمریکا را به سمت غرب آواره کردند، مستقر شد. استعمارگران، قانون مالکان را سرنگون کردند و به دنبال نمایندگی مستقیم تر بودند. در سال ۱۷۱۹، مستعمره رسماً مستعمره تاج شد. در سال ۱۷۲۹، کارولینای شمالی به یک مستعمره جداگانه تقسیم شد.
کارولینای جنوبی از حاصلخیزی کشورهای پایین و بندرها، مانند چارلستون، رونق گرفت. این اجازه تحمل مذهبی، تشویق به استقرار و تجارت پوست گوزن، چوب و گوشت گاو را رشد داد. کشت برنج در مقیاس وسیعی توسعه یافت.

### انقلاب آمریکا
در ۲۶ مارس ۱۷۷۶، مستعمره قانون اساسی کارولینای جنوبی را تصویب کرد، جان رالج را به عنوان اولین رئیس‌جمهور این ایالت انتخاب کرد. در فوریه سال ۱۷۷۸، کارولینای جنوبی اولین ایالتی شد که اساسنامه کنفدراسیون را تصویب کرد، سند حاکم اولیه ایالات متحده، و در ماه مه ۱۷۸۸، کارولینای جنوبی قانون اساسی ایالات متحده را تصویب کرد و به عنوان هشتمین ایالت وارد اتحاد ایالات شد.
در طول جنگ انقلابی آمریکا (۱۷۷۵–۱۷۷۵)، حدود یک سوم اقدامات جنگی در کارولینای جنوبی انجام شد، بیش از هر ایالت دیگر. ساکنان این کشور مورد حمله نیروهای انگلیس و جنگ داخلی مداوم با وفاداران و پارتیزان‌ها قرار گرفتند که کشور را ویران کرد. تخمین زده می‌شود که ۲۵۰۰۰ برده (۳۰٪ از کسانی که در کارولینای جنوبی هستند) در طول جنگ فرار، مهاجرت یا مرگ کرده‌اند.

### جنگ داخلی

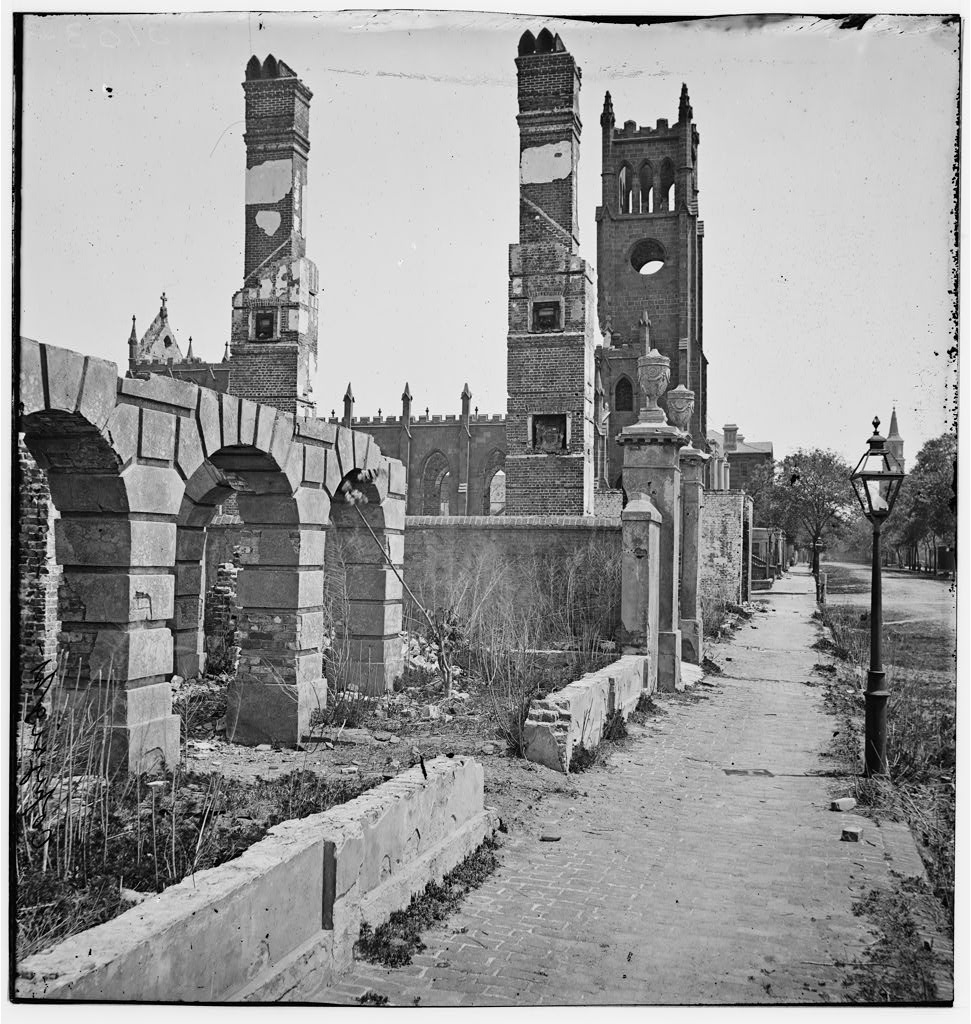
خرابه‌های چارلستون، کارولینای جنوبی، ۱۸۶۵

در ۱۲ آوریل ۱۸۶۱، باتری‌های کنفدراسیون (جنوب) شروع به گلوله‌باران اتحاد (شمال) فورت سامتر در بندر چارلستون کردند و جنگ داخلی آمریکا آغاز شد. در نوامبر همان سال اتحادیه به بندر سلطنتی حمله کرد و به زودی شهرستان بوفورت و جزایر دریای همسایه را اشغال کرد. برای بقیه جنگ این منطقه به عنوان پایگاه اتحادیه و نقطه ایستادن برای سایر عملیات‌ها عمل می‌کرد. سفیدپوستان مزارع خود را رها کردند، حدود ده هزار برده را پشت سر گذاشتند. چندین خیریه شمال با دولت فدرال همکاری کردند تا به این افراد کمک کنند تا مزارع پنبه را تحت آزمایش بندر سلطنتی انجام دهند. کارگران از پوند برداشت شده دستمزد می‌گرفتند و بدین ترتیب اولین برده‌های سابق آزاد شده توسط نیروهای اتحادیه برای دریافت دستمزد شدند.
اگرچه ایالت میدان اصلی جنگ نبود، اما جنگ اقتصاد را خراب کرد. تحت سربازی، همه مردان ۱۸ تا ۳۵ ساله (بعداً ۴۵ ساله) برای خدمات کنفدراسیون اعزام شدند. بیش از ۶۰٬۰۰۰ نفر خدمت کردند، و دولت تقریباً یک سوم از مردان سفیدپوست را در سن جنگ از دست داد.

## سیاست
دولت ایالت کارولینای جنوبی از قوه‌های مجریه، قانونگذاری و قضایی تشکیل شده‌است. همچنین قانون اساسی ایالت، آژانس‌های اجرای قانون، نمایندگی فدرال، امور مالی ایالتی و مالیات‌های ایالت نیز مرتبط هستند.
کارولینای جنوبی در طول تاریخ دارای یک قوه مجریه ضعیف و یک قوه مقننه قدرتمند بوده‌است. قبل از سال ۱۸۶۵، فرمانداران ایالت کارولینای جنوبی توسط مجمع عمومی منصوب شدند، و عنوان «رئیس دولت» را داشتند. قانون اساسی ۱۸۶۵ این روند را تغییر داد و نیاز به یک انتخابات مردمی داشت. دولت‌های محلی نیز ضعیف بودند. اما قانون اساسی ۱۸۶۷ که در دوران بازسازی تصویب شد، با برقراری قاعده خانگی برای شهرستانها، که از مناطق قبلاً تعیین شده ایالت ایجاد شده بودند، دموکراتیک سازی را گسترش داد.
قانون اساسی ایالت ۱۸۹۵ با لغو این نقش، نقش شهرستانها را کاهش داد و نقش نسبی قانونگذار ایالت را تقویت کرد. در واقع شهرستانها مأمورین ایالت بودند و توسط مجمع عمومی از طریق هیئت تقنینی برای هر شهرستان اداره می‌شدند. آنها از نظر جغرافیایی جامع هستند. تمام مناطق ایالت در شهرستانها گنجانده شده‌است. از آنجا که هر ایالت یک سناتور ایالتی داشت، این موقعیت به ویژه قدرتمند بود. این وضعیت تا سال ۱۹۷۳ ادامه داشت، زمانی که قانون اساسی ایالت اصلاح شد تا قانون داخلی برای شهرستانها پیش‌بینی شود. در این مدت، با افزایش شهرنشینی، ایالت تغییر کرده بود، اما با توجه به این که قوه مقننه در نمایندگان منتخب از شهرستان‌ها به جای مناطق جمعیتی مستقر بود، شهرستان‌های روستایی به نسبت بیشتری قدرت را حفظ کردند.
پرونده دادگاه فدرال، رینولدز علیه سیمز (۱۹۶۴)، «مفهوم یک‌نفره و یک رأی را برای نمایندگی انتخاباتی در سطح ایالت ایجاد کرد. اکنون قانون گذاران قرار بود تعداد کم و بیش برابر مردم را نمایندگی کنند.» مشخص شده‌است که ساکنان مناطق شهری در قانونگذار تحت سیستم مبتنی بر شهرستان به میزان قابل توجهی نمایندگی ندارند. تغییر کاربری ضرورت ایجاد تغییرات دیگری در ساختار شهرستان را به تصویب رساند و منجر به تصویب قانونگذار در قانون اساسی شد. قانون خانگی قانون ۱۹۷۵ این اصلاحیه را به کار برد که قدرت بیشتری به شهرستانها می‌دهد. با شهرنشینی، دولتهای آنها به‌طور فزاینده ای در ایالت اهمیت یافته‌اند.
چندین تغییر در قانون اساسی ایالت، دفتر فرماندار و کابینه را تحت تأثیر قرار داده‌است. در سال ۱۹۲۶ دوره فرمانداری از دو سال به چهار سال تمدید شد. در سال ۱۹۸۲ استاندار مجاز شد برای دومین دوره جانشینی نامزد شود. در سال ۱۹۹۳، ایالت اصلاحیه ای را تصویب کرد که به کابینه محدودی احتیاج داشت (همه آنها باید از بین مردم انتخاب شوند).
از تاریخ ۲ ژانویه ۲۰۱۶، ۲٬۹۴۸٬۷۷۲ رأی دهنده ثبت نام کردند.

## جمعیت
| ترکیب نژادی                        | 1990  | 2000  | 2010  | 2019  |
| ---------------------------------- | ----- | ----- | ----- | ----- |
| آمریکایی‌های سفیدپوست               | ۶۹٫۰٪ | ۶۷٫۲٪ | ۶۶٫۲٪ | ۶۸٫۵٪ |
| سیاه‌پوستان آمریکا                  | ۲۹٫۸٪ | ۲۹٫۵٪ | ۲۷٫۹٪ | ۲۷٫۱٪ |
| آسیایی آمریکایی‌ها                  | ۰٫۶٪  | ۰٫۹٪  | ۱٫۳٪  | ۱٫۸٪  |
| بومی آمریکا                        | ۰٫۲٪  | ۰٫۳٪  | ۰٫۴٪  | ۰٫۵٪  |
| مردم جزایر پاسیفیک و بومیان هاوایی | –     | –     | ۰٫۱٪  | ۰٫۱٪  |
| چند نژاده                          | –     | ۱٫۰٪  | ۱٫۷٪  | ۱٫۹٪  |

اداره آمار ایالات متحده آمریکا برآورد می‌کند که جمعیت کارولینای جنوبی در ۱ ژوئیه ۲۰۱۹ ۵۱۴۸ ۷۱۴ نفر بوده‌است که نسبت به سرشماری سال ۲۰۱۰، ۱۱٫۳۱ درصد افزایش داشته‌است.
از برآورد سرشماری سال ۲۰۱۷، نژاد این ایالت ۶۸٫۵٪ سفیدپوست (۶۳٫۸٪ سفید غیر اسپانیایی‌تبار)، ۲۷٫۳٪ سیاه‌پوست یا آمریکایی آفریقایی‌تبار، ۰٫۵٪ هندی آمریکایی و بومی آلاسکا، ۱٫۷٪ آسیایی، ۰٫۱٪ بومی هاوایی است و سایر جزایر اقیانوس آرام، ۱٫۹٪ از دو یا چند مسابقه. ۵٫۷٪ از کل جمعیت از نژاد نژاد اسپانیایی‌تبار یا لاتین بودند.
براساس اداره آمار ایالات متحده آمریکا، از سال ۲۰۱۹، کارولینای جنوبی جمعیت تخمینی ۵٬۱۴۸٬۷۱۴ نفر را نشان می‌دهد که نسبت به سال قبل ۶۴٬۵۸۷ نفر افزایش یافته و از سال ۲۰۱۰ به ۵۲۳٬۳۵۰ نفر افزایش یافته‌است، یا ۱۱٫۳۱٪ افزایش یافته‌است. مهاجرت از خارج از کشور ایالات متحده منجر به افزایش خالص ۳۶۴۰۱ نفر، و مهاجرت در داخل کشور افزایش خالص ۱۱۵٬۰۸۴ نفر شد. به گفته دانشکده بهداشت عمومی آرنولد دانشگاه کارولینای جنوبی، کنسرسیوم مطالعات مهاجرت لاتین، جمعیت متولد خارج از کشور کارولینای جنوبی بین سالهای ۲۰۰۰ و ۲۰۰۵ سریعتر از هر ایالت رشد کرد. کارولینای جنوبی شهرهای مقدس را ممنوع کرده‌است.
تاریخچه جمعیت نژادی

## جغرافیا

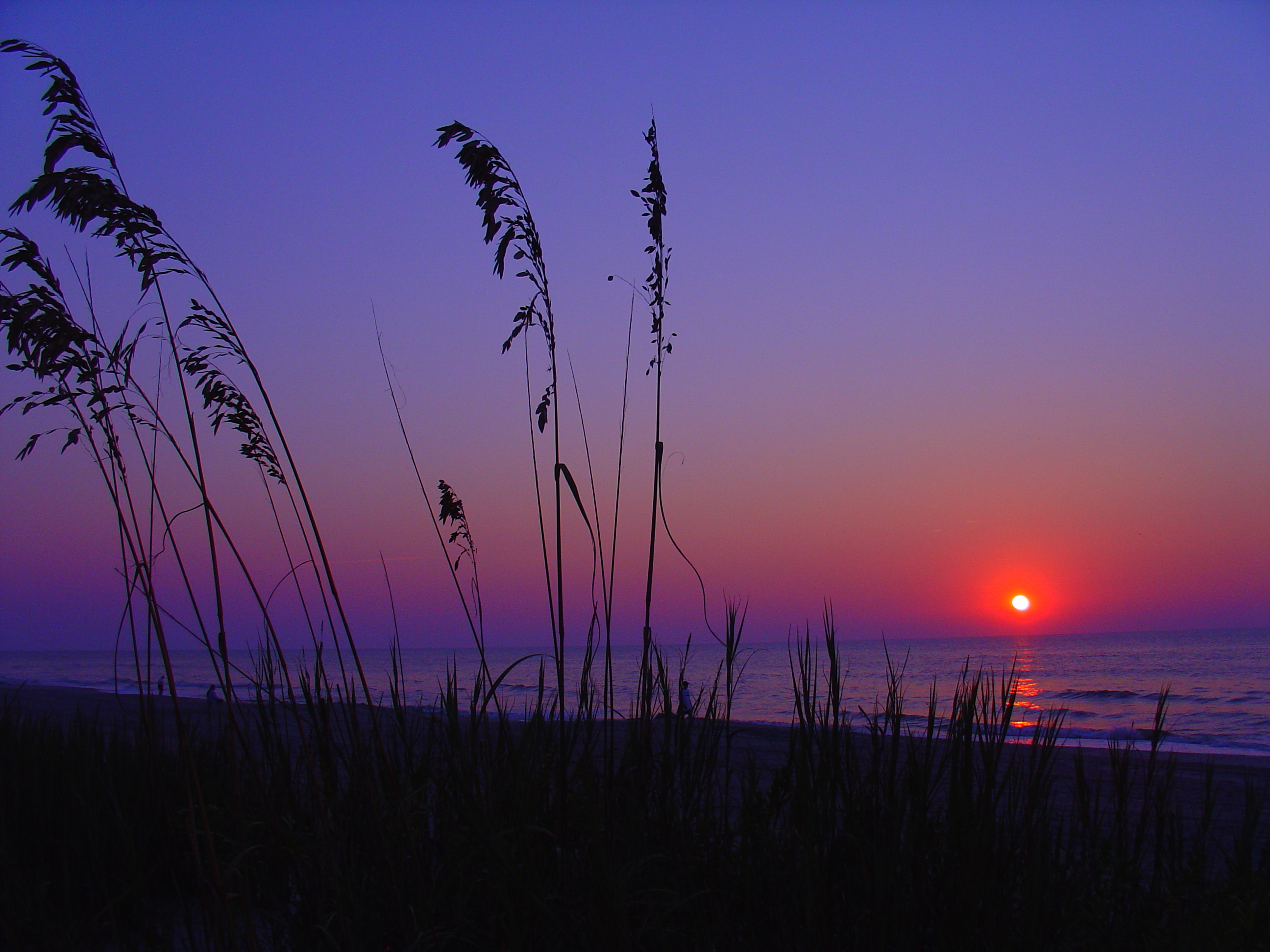
منظره‌ای از سواحل کارولینای جنوبی.

این ایالت را می‌توان به سه منطقه جغرافیایی طبیعی تقسیم کرد که می‌تواند به پنج منطقه فرهنگی مجزا تقسیم شود. محیط طبیعی توسط دشت ساحلی اقیانوس اطلس، پیمونت و کوهستان بلو ریدج از شرق به غرب تقسیم می‌شود. از نظر فرهنگی، دشت ساحلی به منطقه بخش پایینی و پی دی تقسیم شده‌است. در حالی که، از منطقه پیدمونت فوقانی به عنوان پیدمانت و از منطقه پیدمانت پایین به عنوان «سرزمین میانی» یاد می‌شود. منطقه پیرامون کوهستان بلو ریدج به عنوان «بالای ایالت» شناخته می‌شود. دشت ساحلی اقیانوس اطلس دو سوم این ایالت را تشکیل می‌دهد. مرز شرقی آن جزایر دریا است، زنجیره ای از جزایر جزر و مدی و جزیره سدی است. مرز بین سرزمین پایین و بالادست توسط خط سقوط مرز دریایی اقیانوس اطلس مشخص شده‌است، که مرز رودخانه‌های قابل کشتیرانی را مشخص می‌کند.

### زلزله
منطقه چارلستون، در امتداد خط ساحلی مرکزی این ایالت، بیشترین فراوانی زمین لرزه‌ها را در کارولینای جنوبی نشان می‌دهد. کارولینای جنوبی به‌طور متوسط ۱۰–۱۵ زمین لرزه در سال کمتر از ۳ ریشتر (FEMA) دارد. زلزله چارلستون در سال ۱۸۸۶ بزرگترین زمین لرزه ای بود که در شرق ایالات متحده رخ داده‌است. زلزله ۷٫۰–۷٫۳ ریشتری ۶۰ کشته و بیشتر شهر را ویران کرد. به دلیل وجود رسوبات ضخیم بالای آنها، مطالعه گسلهای این منطقه در سطح زمین دشوار است. بسیاری از گسل‌های باستانی بیش از مرزهای صفحات درون صفحات هستند.

### آب و هوا
کارولینای جنوبی دارای آب و هوای نیمه گرمسیری مرطوب (طبق سامانه طبقه‌بندی اقلیمی کوپن) است، اگرچه مناطق مرتفع در منطقه بالای ایالت دارای ویژگی‌های نیمه گرمسیری کمتری نسبت به مناطق در خط ساحلی اقیانوس اطلس هستند. در تابستان، کارولینای جنوبی گرم و مرطوب است و دمای آن در روز بین ۸۶ تا ۹۳ درجه فارنهایت (۳۰ تا ۳۴ درجه سانتیگراد) در بیشتر ایالت و پایین‌ترین سطح یک شبانه روز به‌طور متوسط ۷۰ تا ۷۵ درجه فارنهایت (۲۱ تا ۲۴ درجه سانتیگراد) است. ساحل و از ۶۶–۷۳ درجه فارنهایت (۱۹–۲۳ درجه سانتیگراد) داخلی. دمای زمستان در کارولینای جنوبی بسیار کم است.
مناطق ساحلی این ایالت زمستان‌های بسیار معتدلی دارند و دمای آن به‌طور متوسط به ۶۰ درجه فارنهایت (۱۶ درجه سانتیگراد) و پایین‌ترین سطح شبانه در حدود ۴۰ درجه فارنهایت (۵–۸ درجه سانتیگراد) نزدیک می‌شود. در داخل کشور، متوسط کمترین درجه یک شب ژانویه در کلمبیا حدود ۳۲ درجه فارنهایت (۰ درجه سانتی گراد) است و در بالای ایالت درجه حرارت بسیار پایین‌تر از انجماد است. در حالی که بارش در تمام سال تقریباً در کل ایالت فراوان است، سواحل تابستان کمی مرطوب تر دارد، در حالی که انتقال داخلی بهار و پاییز مرطوب‌ترین دوره‌ها و زمستان خشک‌ترین فصل است و نوامبر خشک‌ترین ماه است. بالاترین دمای ثبت شده ۱۱۳ درجه فارنهایت (۴۵ درجه سانتیگراد) در جانستون، کارولینای جنوبی و کلمبیا در ۲۹ ژوئن ۲۰۱۲ و کمترین دما ثبت شده ۱۹ درجه فارنهایت (−۲۸ درجه سانتیگراد) در سزارس هید در ۲۱ ژانویه ۱۹۸۵ است.
بارش برف در کارولینای جنوبی در مناطق مرتفع پایین جنوب و شرق کلمبیا کم است. غیر معمول نیست که مناطقی در جنوب جنوبی ساحل چندین سال بارش برف قابل اندازه‌گیری نداشته باشند. در پیمونت و کوهپایه‌ها، به ویژه در امتداد و شمال ایالت ۸۵، بارش برف قابل اندازه‌گیری در بیشتر سالها یک تا سه بار اتفاق می‌افتد. مقدار کل متوسط سالانه از ۲ تا ۶ اینچ است. Blue Ridge Escarpment بیشترین میزان بارش برف قابل اندازه‌گیری را دارد. مقادیر از ۷ تا ۱۲ اینچ است.
کارولینای جنوبی همچنین مستعد توفندهای استوایی و پیچند است. دو طوفان شدید در آخرین کارزار کارولینای جنوبی در تاریخ اخیر توفند هزل (۱۹۵۴) و توفند هوگو (۱۹۸۹) بودند.

### دریاچه‌ها

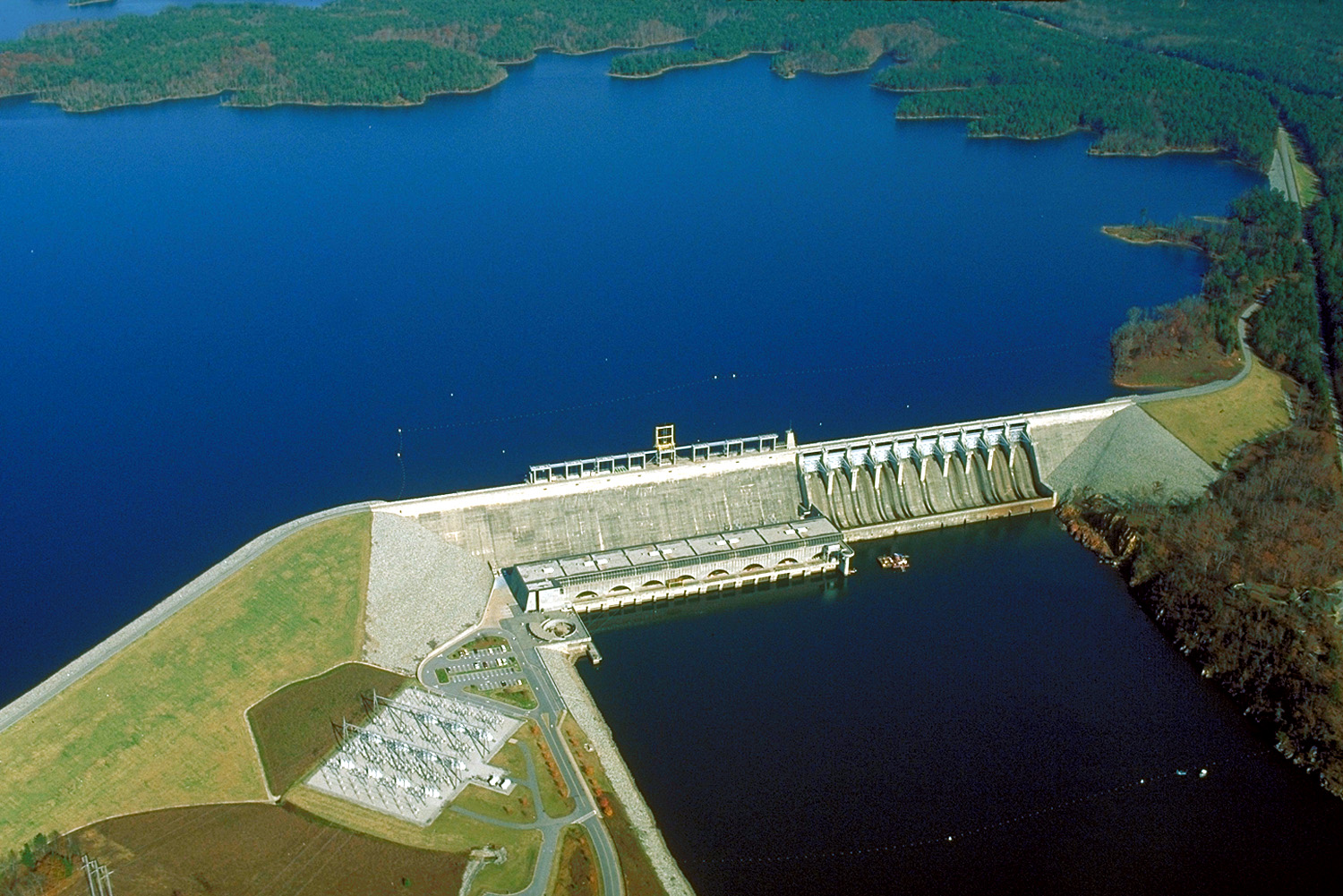
منظره‌ای از دریاچه ریچارد راسل

- دریاچه بون
- دریاچه ریچارد راسل
- دریاچه گرینوود
- دریاچه واتری
- دریاچه مارین
- دریاچه وایلی
- دریاچه مولتری
- دریاچه هارتول
- دریاچه استورم ترموند

## اقتصاد

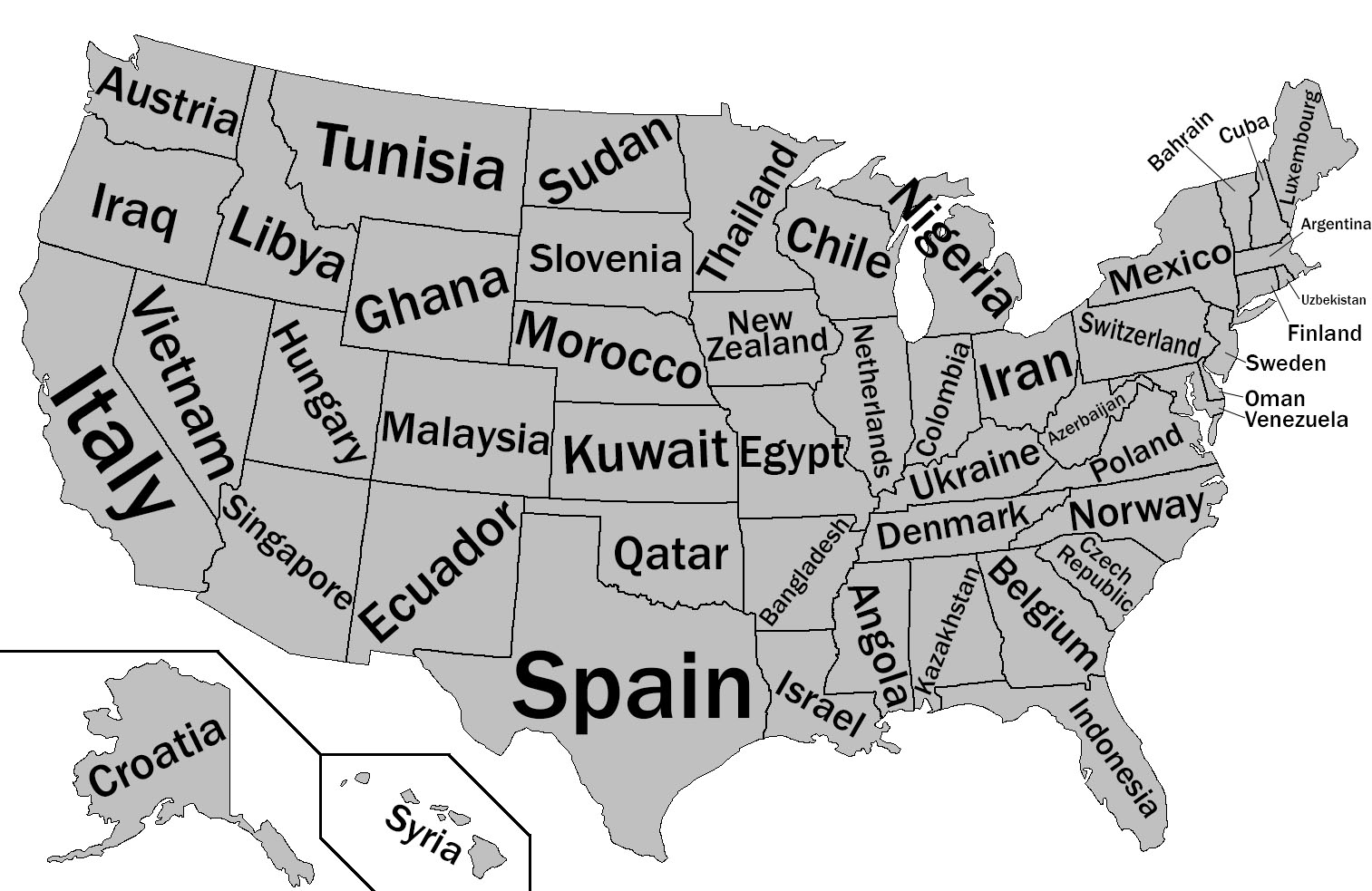
مقایسهٔ تولید ناخالص داخلی ایالت‌های آمریکا با کشورهای دیگر در سال ۲۰۱۲. ایالت کارولینای جنوبی در این سال تولید ناخالصی اش قابل مقایسه با کشور چک بوده‌است.

در سال ۲۰۱۲، این ایالت تولید ناخالص داخلی برابر با ۱۹۱٬۲۷۸ میلیارد دلار داشت، که قابل مقایسه با تولید ناخالص داخلی کشور جمهوری چک (۱۹۵٬۶۵۷ میلیارد دلار) بود.
در سال ۲۰۱۹، تولید ناخالص داخلی کارولینای جنوبی ۲۴۹٫۹ میلیارد دلار بود که این ایالت را از نظر تولید ناخالص داخلی در رتبه ۲۶ ام قرار داده‌است. طبق گزارش اداره تجزیه و تحلیل اقتصادی ایالات متحده، تولید ناخالص ایالت کارولینای جنوبی (GSP) در سال ۱۹۹۷ ۹۷ میلیارد دلار و در سال ۲۰۰۷ ۱۵۳ میلیارد دلار بوده‌است. سرانه تولید ناخالص داخلی واقعی آن (GDP) با ۲۰۰۰ دلار زنجیره ای ۲۶۷۷۲ دلار در ۱۹۹۷ و ۲۸٬۸۹۴ دلار در سال ۲۰۰۷؛ که ۸۵٪ از سرانه تولید ناخالص داخلی واقعی ۳۱٬۶۱۹ دلار آمریکا را در کل در سال ۱۹۹۷ و ۷۶٪ از ۳۸٬۰۲۰ دلار آمریکا را در سال ۲۰۰۷ نشان می‌داد. بدهی دولت در سال ۲۰۱۲ توسط یک منبع ۲۲٫۹ میلیارد دلار یا ۷۸۰۰ دلار در هر سال محاسبه شد.
تولیدات صنعتی شامل کالاهای نساجی، محصولات شیمیایی، محصولات کاغذی، ماشین آلات، خودرو، محصولات خودرو و جهانگردی است. عمده تولیدات کشور در این کشور توتون، مرغ، پنبه، گاو، لبنیات، سویا، یونجه، برنج و خوک است. براساس اداره آمار کار، تا مارس ۲۰۱۲، کارولینای جنوبی دارای یک میلیون و ۸۵۲ هزار و ۷۰۰ شغل غیر مزرعه ای بود که ۱۲ درصد آن در تولید، ۱۱٫۵ درصد در اوقات فراغت و مهمان نوازی، ۱۹ درصد در تجارت، حمل و نقل و تأسیسات و ۱۱٫۸ درصد شغل است. در آموزش و خدمات بهداشتی بخش خدمات ۸۳٫۷٪ اقتصاد کارولینای جنوبی را تشکیل می‌دهد.
بسیاری از شرکتهای بزرگ مکانهای خود را به کارولینای جنوبی منتقل کرده‌اند. بوئینگ در سال ۲۰۱۱ یک مرکز تولید هواپیما در چارلستون افتتاح کرد، که به عنوان یکی از دو مکان مونتاژ نهایی بوئینگ ۷۸۷ دریم‌لاینر است. کارولینای جنوبی یک ایالت حق کار است و بسیاری از مشاغل با استفاده از آژانس‌های استخدام موقتاً موقعیت‌ها را پر می‌کنند. Domtar، در راک هیل، تنها شرکت Fortune 500 است که مقر اصلی آن در کارولینای جنوبی است. لیست Fortune 1000 شامل SCANA، محصولات Sonoco و ScanSource است.
کارولینای جنوبی از سرمایه‌گذاری خارجی نیز سود می‌برد. ۱۹۵۰ شرکت خارجی در کارولینای جنوبی مشغول به کار هستند که تقریباً ۱۳۵۰۰۰ نفر را استخدام می‌کنند. [۸۷] سرمایه‌گذاری مستقیم خارجی (FDI) در سال ۲۰۱۰، ۱٫۰۶ میلیارد دلار برای اقتصاد دولت به ارمغان آورد. [۸۸] از سال ۱۹۹۴، BMW دارای تأسیسات تولیدی در منطقه اسپارتانبورگ در نزدیکی Greer بوده و از سال ۱۹۹۶ گروه Zapp در Summerville در نزدیکی چارلستون فعالیت می‌کند.

## زیرساخت

### فهرست فرودگاه‌ها
- فرودگاه بین‌المللی شارلوت داگلاس
- فرودگاه شهرستان کلمبیا
- فرودگاه محلی فلورنس
- فرودگاه بین‌المللی چارلستون
- فرودگاه بین‌المللی گرنویل-اسپارتانبورگ
- فرودگاه هیلتن هد
- فرودگاه بین‌المللی میرتل بیچ

## تحصیلات
از سال ۲۰۱۰، کارولینای جنوبی یکی از سه ایالتی است که توافق نکرده‌اند از استانداردهای بین‌المللی ریاضی و زبان استفاده کنند.
در سال ۲۰۱۴، دادگاه عالی کارولینای جنوبی حکم داد که ایالت نتوانسته‌است آموزش «حداقل کافی» را به کودکان در تمام بخش‌های ایالت مطابق با قانون اساسی ایالت ارائه دهد.
کارولینای جنوبی دارای ۱٬۱۴۴ مدرسه K-12 در ۸۵ منطقه مدرسه با ثبت نام ۷۱۲٬۲۴۴ تا پاییز ۲۰۰۹ است. از سال تحصیلی ۲۰۰۸–۲۰۰۹، کارولینای جنوبی به ازای هر دانش آموز ۹۴۵۰ دلار هزینه کرد که به ازای هزینه دانشجویی، این کشور را در رتبه سی و یکم قرار می‌دهد.
در سال ۲۰۱۵، میانگین نمره SAT ملی ۱۴۹۰ و کارولینای جنوبی ۱۴۴۲، ۴۸ امتیاز کمتر از میانگین کشور بود.
کارولینای جنوبی تنها ایالتی است که دارای یک سیستم اتوبوس مدرسه‌ای در سراسر استان است. از دسامبر ۲۰۱۶، ایالت ناوگان ۵۵۸۲ اتوبوسی را نگهداری می‌کند که میانگین وسیله نقلیه در حال خدمت پانزده سال است (میانگین کشوری ۶ است) با ۲۳۶۰۰۰ مایل ورود. نیمی از اتوبوس‌های مدرسه ایالتی بیش از ۱۵ سال سن دارند و برخی از آنها تا ۳۰ سال نیز گزارش شده‌اند. در سال ۲۰۱۷ در پیشنهاد بودجه، ناظر آموزش و پرورش مولی اسپیرمن درخواست اجاره ایالتی برای خرید ۱۰۰۰ دستگاه اتوبوس برای جایگزینی بیشترین وسایل نقلیه کرد. ۱۷۵ اتوبوس اضافی می‌توانند بلافاصله از طریق برنامه اجاره اصلی خزانه داری دولت خریداری شوند. در ۵ ژانویه ۲۰۱۷، سازمان حفاظت از محیط زیست ایالات متحده آمریکا بیش از ۱٫۱ میلیون دلار به کارولینای جنوبی جایگزین کرد تا ۵۷ مدل اتوبوس جدید را با برنامه کاهش انتشار گازوئیل جایگزین ۵۷ اتوبوس مدرسه کند.

### دانشگاه‌های مشهور کارولینای جنوبی
- دانشگاه کلمسون
- دانشگاه کارولینای جنوبی
- دانشگاه ایالتی کارولینای جنوبی

| رتبه ایالتی | رتبه کشوری | نام مؤسسه                     | محل                          | خصوصی یا دولتی | بودجه        | درصد تغییر سالانه |
| ----------- | ---------- | ----------------------------- | ---------------------------- | -------------- | ------------ | ----------------- |
| ۱           | ۱۴۲        | دانشگاه فرمن                  | گرینویل، کارولینای جنوبی     | خصوصی          | $۶۵۰٬۰۰۰٬۰۰۰ | ۷٫۸٪              |
| ۲           | ۱۵۱        | دانشگاه کارولینای جنوبی       | کلمبیا، کارولینای جنوبی      | دولتی          | $۶۲۵٬۱۸۶٬۰۰۰ | ۶٫۰٪              |
| ۳           | ۱۵۳        | دانشگاه کلمسون                | کلمسون، کارولینای جنوبی      | دولتی          | $۶۲۳٬۲۰۰٬۰۰۰ | ۹٫۵٪              |
| ۴           | ۲۳۶        | دانشگاه پزشکی کارولینای جنوبی | چارلستون، کارولینای جنوبی    | دولتی          | $۲۷۲٬۳۱۹٬۰۰۰ | ۱۳٫۷٪             |
| ۵           | ۲۷۰        | The Citadel                   | چارلستون، کارولینای جنوبی    | دولتی          | $۲۴۴٬۰۰۰٬۰۰۰ | ۸٫۱٪              |
| ۶           | ۳۲۴        | کالج ووفورد                   | اسپارتنبورگ، کارولینای جنوبی | خصوصی          | $۱۶۶٬۶۱۹٬۰۰۰ | ۱۰٫۲٪             |
| ۷           | ۴۴۷        | کالج پرسبیتریان               | کلینتون، کارولینای جنوبی     | خصوصی          | $۹۷٬۵۹۰٬۰۰۰  | ۱۱٫۰٪             |
| ۸           | ۵۳۰        | کالج کانورس                   | اسپارتنبورگ، کارولینای جنوبی | خصوصی          | $۷۸٬۲۴۰٬۰۰۴  | ۶٫۴٪              |
| ۹           | ۷۸۲        | دانشگاه وینتروپ               | راک هیل، کارولینای جنوبی     | دولتی          | $۴۳٬۶۰۰٬۰۰۰  | ۱۳٫۶٪             |
| ۱۰          | ۶۵۸        | Coker College                 | هارتسویل (کارولینای جنوبی)   | خصوصی          | $۳۷٬۶۶۰٬۰۰۰  | ۴٫۹٪              |

## بهداشت
بر اساس صندوق مشترک المنافع، یک بنیاد بهداشتی خصوصی که برای بهبود سیستم مراقبت‌های بهداشتی تلاش می‌کند، برای مراقبت‌های بهداشتی کلی، کارولینای جنوبی از ۵۰ ایالت در رتبه ۳۳ قرار دارد. بر اساس بنیاد خانواده قیصر، نرخ زاد و ولد این ایالت ۵۳ تولد در هر ۱۰۰۰ نوجوان بود، در حالی که میانگین کشوری ۴۱٫۹ تولد بود. میزان مرگ‌ومیر نوزادان در ایالت ۹٫۴ مرگ در هر ۱۰۰۰ تولد در مقایسه با میانگین کشوری ۶٫۹ مرگ بود.
از هر ۱۰۰۰ نفر ۲٫۶ پزشک وجود دارد در مقایسه با میانگین ملی ۳٫۲ پزشک. در این ایالت ۵٬۱۱۴ دلار برای هزینه‌های بهداشتی در ایالت هزینه شده‌است، در حالی که میانگین کشوری ۵٬۲۸۳ دلار است. در این ایالت ۲۶ درصد از کودکان و ۱۳ درصد از افراد مسن در فقر زندگی می‌کردند، در حالیکه در ایالات متحده به ترتیب ۲۳ و ۱۳ درصد بود و ۳۴ درصد کودکان اضافه وزن یا چاقی داشتند، در حالی که متوسط کشوری ۳۲ درصد بود.

## نام‌وران
از افراد مشهور این سرزمین می‌توان جوزف ال. گلدستین، جان ادواردز، رونالد مک‌نر (دانشمند٫ قهرمان کاراته و فضانورد سیاه‌پوست شاتل فضایی چلنجر) و اندرو جکسون را نام برد.